# Nerf Herder
I Nerf Herder sono un gruppo pop punk di Santa Barbara (California) fondato nel 1994 da Parry Gripp (voce e chitarra), Charlie Dennis (basso) e Steve Sherlock (batteria).
Si autodefiniscono come una "geek rock band", e il loro stile mescola un punk semplice e moderno con testi umoristici e densi di riferimenti alla cultura pop.
Sono noti soprattutto per aver composto il tema musicale della celebre serie televisiva Buffy.

## Storia
Fondati nel 1994, i Nerf Herder vengono abbandonati dal bassista Charlie Dennis dopo la pubblicazione del loro primo album (intitolato Nerf Herder). Dennis viene rimpiazzato prima da Pete Newbury, poi da Marko 72 e infine da Justin Fisher. Al gruppo si aggiunge anche un secondo chitarrista, Dave Ehrlich.
Durante il 1999, i Nerf Herder chiedono e ottengono dalla loro casa discografica, la Arista, di rescindere il contratto per poter registrare il loro secondo album con un'altra etichetta, la Honest Don's Records, facente parte della Fat Wreck Chords. Nel 2000 la band pubblica quindi il suo secondo album, intitolato How To Meet Girls, a cui farà seguito nel 2002 American Cheese.
Nell'aprile 2003, il gruppo fa da comparsa in un episodio della serie televisiva Buffy.
Sempre nel 2003, dopo la fine dell'American Cheese Tour - durante il quale Ben Pringle ha rimpiazzato Fisher (che ha lasciato la band per fondare una propria) - i Nerf Herder si sciolgono senza rilasciare annunci ufficiali, a parte una breve dichiarazione di Gripp sul sito del gruppo.
Nel 2005, i Nerf Herder sono tornati a sorpresa sulle scene con la formazione originale (Gripp, Dennis, Sherlock), e nel 2008 hanno pubblicato il loro quarto album - intitolato Nerf Herder IV - con la casa discografica della Oglio Records.

## Origine del nome
La band ha tratto il proprio nome da un episodio della saga di Guerre stellari: nel film del 1980 L'Impero colpisce ancora, la Principessa Leila apostrofa Ian Solo definendolo un nerf herder ("cafone" nella traduzione italiana), ossia un allevatore di Nerf, grossi mammiferi erbivori presenti nell'universo immaginario del film.

## Formazione
Attuale
- Parry Gripp – voce, chitarra (1994–2003, 2005–oggi)
- Steve Sherlock – batteria (1994–2003, 2005–oggi)
- Ben Pringle – basso (2002–2003, 2009–oggi)
- Linus of Hollywood – chitarra e tastiere (2008–oggi)

Ex membri
- Charlie Dennis – basso (1994–1998, 2005–2009)
- Dave Ehrlich – chitarra (1997–2003)
- Pete Newbury – basso (1998–1999)
- Marko 72 – basso (1999)
- Justin Fisher – basso (1999–2002)

## Discografia
- 1996 - Nerf Herder
- 2000 - How to Meet Girls
- 2000 - My E.P.
- 2000 - High Voltage Christmas Rock
- 2002 - American Cheese
- 2008 - Nerf Herder IV
- 2016 - Rockingham